# Варгановское
Варгановское — село в Щучанском районе Курганской области. Административный центр Варгановского сельсовета.

## География
Село расположено в 18 километрах к юго-востоку от районного центра, города Щучье. Ближайшим населённым пунктом является деревня Новокалмаково.

## История
Основано примерно в 1874 году.
До 1917 года входило в состав Сухоборской волости Челябинского уезда Оренбургской губернии. По данным на 1926 год село Калмаково-Камышское состояло из 450 хозяйств. В административном отношении являлось центром Калмаково-Камышского сельсовета Щучанского района Челябинского округа Уральской области.

## Инфраструктура
- Филиал средней школы города Щучье[7]. (Закрыта)

## Достопримечательности
- В селе расположен православный храм Георгия Победоносца. Каменный, построен в 1876 году[8].

## Население
| 1989 | 2002 | 2010 |
| ---- | ---- | ---- |
| 336  | ↘305 | ↘233 |

По данным переписи 1926 года в селе проживало 2191 человек (1029 мужчин и 1162 женщины), в том числе: русские составляли 100 % населения.
Национальный состав
Согласно результатам переписи 2002 года, в национальной структуре населения русские составляли 92 % от жителей.